# 獵魔士 (電視劇)
《獵魔士》（英語：The Witcher）是一部美國和波蘭合拍的奇幻網路影集，改編自波蘭作家安傑·薩普科夫斯基的同名系列小說。以虛構中世紀風格被稱為“大陸”的世界為背景，《獵魔士》探索了利維亞的傑洛特和奇莉公主的傳說，他們因命運而相連。本劇由勞倫·施密特·赫斯里希所開創，亨利·卡維爾、芙蕾雅·艾倫和安雅·夏隆查主演。
第一季於2019年12月20日在Netflix上首播，改編自《最後的願望》和《命運之劍》，為主要獵魔士系列故事之前的短篇小說集。第二季共八集，於2021年12月17日播出。2021年9月，Netflix宣布預訂第三季，第三季共八集，分為兩個部分，分別於2023年6月29日與7月27日播出。本劇亦衍生出兩部前傳作品，動畫電影《獵魔士：狼之惡夢》於2021年8月23日上映，另一部迷你影集《獵魔士：血源》於2022年12月25日上線。

## 劇情
故事主要敘述變種獵魔士利維亞的傑洛特遊走於世界各地，試圖在一個充滿怪物和人心險惡的世界中找到自己的定位。

## 演員

### 主要角色
- 亨利·卡維爾（第一季至第三季）、利亚姆·海姆斯沃斯（第四季起）飾 利維亞的傑洛特（Geralt of Rivia）

一名被稱為“獵魔士”的魔法增強型狩魔獵人，外號“白狼”、“布拉維肯的屠夫”。琴特拉公主奇莉是他的宿命。
- 安雅·夏隆查 飾 凡格爾堡的葉妮芙（Yennefer of Vengerberg）

一位來自亞丁首都凡格爾堡的女巫師，有著四分之一的精靈血統。
- 芙蕾雅·艾倫 飾 奇莉菈／奇莉（Cirilla / Ciri）

琴特拉的公主，卡蘭特王后的孫女，擁有魔力的芭維塔之女。她的命運在出生前就與傑洛特相連。
- 安娜·沙佛（英语：Anna Shaffer） 飾 特瑞絲·梅莉戈德（Triss Merigold）

女巫師，特馬利亞的宮廷巫師，也是佛特斯特國王的顧問。
- 埃蒙·法倫（英语：Eamon Farren） 飾 卡希（Cahir）

領導入侵琴特拉和追捕奇莉拉的尼夫加爾德軍隊指揮官。
- 喬伊·巴堤（英语：Joey Batey） 飾 亞斯克爾（Jaskier）

一個旅行的吟遊詩人，他與傑洛特成為朋友並陪伴他走上他的道路。
- 米亞娜·伯寧（英语：MyAnna Buring） 飾 緹莎亞·德·芙利斯（Tissaia de Vries）

葉妮芙的導師和女巫師培訓學院阿瑞圖沙的女校長。
- 羅伊斯·皮爾森（英语：Royce Pierreson） 飾 伊思崔德（Istredd）

一位熟練的巫師和歷史學家，在阿瑞圖沙與葉妮芙交朋友。
- 米米·狄維妮（英语：Mimi Ndiweni） 飾 芙琳吉拉·薇歌（Fringilla Vigo）

與葉妮芙一起訓練的女巫師。她最終與卡希一起領導了尼夫加爾德的入侵。
- 威森·拉久-普雅爾特 飾 達拉（Dara）

在琴特拉大屠殺之後，奇莉菈結識的難民精靈男孩。
- 馬赫許·賈杜（英语：Mahesh Jadu） 飾 盧格溫的維列佛茲（Vilgefortz of Roggeveen）

一位魅力非凡的巫師，召集北方巫師阻止入侵索登的尼夫加爾德軍隊。
- 湯姆·坎頓 飾 費拉凡德瑞（Filavandrel）

精靈的最後一位國王。
- 麥西亞·西姆森 飾 法蘭西絲·芬妲芭兒（Francesca Findabair）

被譽為世界上最美麗的女性，擁有暗金色頭髮與碧藍色美麗眼睛，她是一名純血統的精靈女巫師。
- 金·波德尼亞 飾 維瑟米爾（Vesemir）

一位經驗豐富的獵魔士和傑洛特的導師。
- - 席歐·詹姆斯在第一季中飾演年輕的維瑟米爾。他在動畫前傳電影《獵魔士：狼之惡夢》中重新扮演他的角色。

### 常駐角色
- 喬迪·梅 飾 卡蘭特女王（Queen Calanthe）

琴特拉王國的統治者，奇莉菈公主的外祖母。
- 亞當·李維（英语：Adam Levy (actor)） 飾 米須維爾（Mousesack）

琴特拉宮廷德魯伊，卡蘭特女王的顧問。
- 比約恩·西魯·哈瑞森（英语：Björn Hlynur Haraldsson） 飾 艾斯特·圖利瑟阿赫王（King Eist Tuirseach）

卡蘭特王后的丈夫，奇莉菈的繼祖父。
- 拉斯·米克森 飾 史特哥堡（Stregobor）

布拉維肯鎮的常駐巫師和男巫師學院班阿爾得的校長。
- 黛芮卡·威爾森·瑞德 飾 莎賓娜·葛雷維席格（Sabrina Glevissig）

與葉妮芙一起訓練的女巫師。
- 泰倫斯·梅奈德 飾 阿勒托里吾斯·薇歌（Artorius Vigo）

陶森特的宮廷巫師，芙琳吉拉的叔叔。
- 茱蒂·菲克德 飾 布魯格的瓦涅利（Vanielle of Brugge）

在索登山之戰中戰鬥的女巫師之一。
- 保羅·布里恩 飾 蘭伯特（Lambert）

僅存的狼學派獵魔士之一，也是狼學派最年輕的獵魔士，可能也是最後一位。
- 亞森·阿圖 飾 可恩（Coën）

來自於波維斯的獅鷲學派獵魔士，第一次在卡爾·默罕過冬期間是奇莉的一位劍術老師。
- 艾尼爾·瑪森 飾 沃列斯·梅爾（Voleth Meir）

一個藉由天體交會來到世界上的惡魔，以痛苦和恐懼為食。
- 葛拉罕·麥克塔維什 飾 西吉斯蒙德·戴斯特拉（Sigismund Dijkstra）

雷達尼亞宮廷的間諜大師和菲莉帕·愛哈特的盟友。
- 艾德·畢奇 飾 維吉米爾（Vizimir）

雷達尼亞國王。
- 克里斯·富爾頓 飾 雷恩斯（Rience）

一個正在尋找奇莉的叛徒巫師。
- 艾莎·法比安·羅斯 飾 莉迪雅·凡布雷德佛特（Lydia van Bredevoort）

雷恩斯的聯絡人，按照主人的命令將他從監獄中救出。
- 凱恩·扎賈茲 飾 蓋吉（Gage）

法蘭西絲的弟弟。

### 客串角色
- 艾瑪·阿普爾頓 飾 克萊登的蘭菲莉（Renfri of Creyden）

一個被詛咒後成為強盜的公主，領導著一幫手下，對史特哥堡懷有嗜血般的怨恨。
- 米雅·麥琪娜-布魯斯（英语：Mia McKenna-Bruce） 飾 瑪莉卡（Marilka）

布拉維肯市議員的女兒。
- 托比·巴姆特法 飾 達內克爵士（Sir Danek）

卡蘭特皇家親衛隊的琴特拉指揮官。
- 麥欽·穆蕭爾（英语：Maciej Musiał） 飾 拉茲洛爵士（Sir Lazlo）

負責保護奇莉菈的琴特拉騎士。
- 娜塔莎·卡爾扎克 飾 朵魯薇（Toruviel）

侍奉費拉凡德瑞的精靈戰士。
- 阿米特·沙阿 飾 托爾克（Torque）

為費拉凡德瑞工作的斯爾凡（角魔）。
- 肖恩·杜利（英语：Shaun Dooley） 飾 佛特斯特國王（King Foltest）

特馬利亞國王，他與妹妹的不倫之戀關係生了一個女兒。
- 傑森·索普 飾 歐司崔特（Ostrit）

佛特斯特國王的朝臣。
- 朱立安·萊恩-圖特（英语：Julian Rhind-Tutt） 飾 吉爾汀（Giltine）

阿瑞圖沙的巫師，使女巫師在畢業後進入完美的身體形態。
- 班·藍伯特 飾 威爾夫勒國王（King Virfuril）

亞丁的國王。
- 蓋亞·蒙達多利 飾 芭維塔公主（Princess Pavetta）

卡蘭特王后的女兒，奇莉的母親。
- 巴特·愛德華茲（英语：Bart Edwards） 飾 杜尼／艾蘭瓦德的刺蝟／恩菲爾·法·恩瑞斯皇帝（Duny / Urcheon of Erlenwald / Emperor Emhyr var Emreis）

芭維塔的情人，被詛咒折磨成一個刺猬人，直到午夜才能解除。後來他被揭示為“白焰”，即尼夫加爾德的現任皇帝。
- 喬西特·賽門（英语：Josette Simon） 飾 艾思娜（Eithne）

布洛奇隆的德律阿得女王。
- 伊莎貝爾·萊德勒 飾 卡利斯王后（Queen Kalis）

大陸北方王國利里亞的王后。
- 馬辛·恰納克（英语：Marcin Czarnik） 飾 浪人巫師（Ronin Mage）

一名刺客被派去謀殺卡利斯王后和她的寶貝女兒。
- 盧卡斯·英格蘭德 飾 希瑞亞登（Chireadan）

來自雷達尼亞城市林德的精靈治療師。
- 喬丹·倫佐（英语：Jordan Renzo） 飾 鄧尼斯勒的艾克（Eyck of Denesle）

一個善良的騎士。
- 羅恩·庫克（英语：Ron Cook） 飾 波爾赫三隻寒鴨（Borch Three Jackdaws）

一個實際上是金龍魏倫崔特摩斯的男人。
- 法蘭西斯·馬吉（英语：Francis Magee） 飾 尤爾加（Yurga）

一個在索登的旅行商人，被傑洛特從怪物手中救出。
- 安娜-露薏絲·普羅曼（英语：Anna-Louise Plowman） 飾 左拉（Zola）

尤爾加的妻子，在她位於索登的農村家中提供奇莉避難所。
- 費莉達·古斯塔夫臣 飾 維瑟娜（Visenna）

利維亞的傑洛特的母親。
- 克里斯多佛·希夫哲 飾 尼維倫（Nivellen）

被詛咒變成野獸的貴族，他生活在雷達尼亞，靠近莫瑞維爾的一座森林中的隱蔽莊園裡。
- 艾格尼絲·伯恩 飾 薇樂娜（Vereena）

一個布露卡薩和尼維倫的愛人。
- 貝錫·伊登貝茲 飾 艾斯科（Eskel）

一名狼學派的獵魔士，師從維瑟米爾。他是目前狼學派僅存的獵魔士之一。
- 凱文·道爾 飾 貝里昂（Ba'lian）

在大陸最意想不到的地方尋求庇護的精靈。
- 尼亞姆·麥考馬克 飾 拉拉·多倫（Lara Dorren）

一位極其強大的古代精靈女巫師，愛上了人類巫師，奇莉的祖先。
- 阿卓亞·安多（英语：Adjoa Andoh） 飾 南娜卡（Nenneke）

艾蘭德的梅莉特列神殿睿智的女祭司，傑洛特的老朋友。
- 西蒙·卡洛 飾 科林爵（Codringher）

芬恩的調查員和合夥人，他將幫助伊思崔德。
- 莉茲·凱爾（英语：Liz Carr） 飾 芬恩（Fenn）

科林爵的調查員和合作夥伴，他將幫助伊思崔德。
- 蕾貝卡·漢森 飾 蜜薇女王（Queen Meve）

利里亞和利維亞的女王。
- 理查德·提拉多 飾 戴馬溫（Demawend）

亞丁的國王。
- 愛德華·羅維（英语：Edward Rowe） 飾 韓瑟頓（Henselt）

喀艾德的國王。
- 盧克·賽 飾 艾塔因（Ethain）

奇達里士的國王。
- 山姆·海瑟丹（英语：Sam Hazeldine） 飾 艾瑞汀（Eredin）

傳說中的狂獵之王。
- 卡茜·克萊爾 飾 菲莉帕·愛哈特（Phillippa Eilhart）

雷達尼亞國王維吉米爾的皇家顧問，以及戴斯特拉最喜歡的間諜。

## 集數
| 季數 | 集数 | 集数 | 上線日期       | 上線日期       |
| ---- | ---- | ---- | -------------- | -------------- |
| 1    | 8    | 8    | 2019年12月20日 | 2019年12月20日 |
| 2    | 8    | 8    | 2021年12月17日 | 2021年12月17日 |
| 3    | 8    | 5    | 2023年6月29日  | 2023年6月29日  |
| 3    | 8    | 3    | 2023年7月27日  | 2023年7月27日  |

### 第一季（2019年）
第一季改編自短篇小說集《最後的願望》和《命運之劍》。Netflix後來建立了一個網站，其中包含節目的時間軸以及對事件的深入總結。
| 總集數 | 集數 （季） | 標題             | 導演                   | 編劇                 | 上線日期       |
| --- | ----------- | ---------------- | ---------------------- | -------------------- | -------------- |
| 1 | 1           | 結束的開端       | 埃里克·薩哈羅夫        | 勞倫·施密特·赫斯里希 | 2019年12月20日 |
| 1231年，利維亞的傑洛特在與奇奇魔拉的戰鬥之後，進入了布拉維肯鎮（Blaviken）。他遇到了蘭菲莉，一個被詛咒後成為強盜的公主。蘭菲莉被巫師史特哥堡追捕，他認為她在日蝕期間出生是邪惡的。史特哥堡將傑洛特引誘到他的藏身處，試圖僱傭他殺死蘭菲莉，但傑洛特拒絕了。蘭菲莉後來向杰洛特提出了一個反建議，但他用最後通牒拒絕了：要么離開，要么死。她假裝同意，但第二天早上醒來時，傑洛特意識到蘭菲莉不會罷休，除非史特哥堡死了，他趕回鎮上阻止她。在殺死她的手下後，他與蘭菲莉戰鬥並造成致命傷，蘭菲莉臨終時的遺言告訴他森林中的一個女孩，將永遠是他的命運。史特哥堡前來取蘭菲莉的屍體進行屍體解剖。當傑洛特反對時，鎮民在史特哥堡的敦促下強迫他離開。 1263年，琴特拉王國（Cintra）被其南部鄰國尼夫加爾德帝國（Nilfgaard）征服。奇莉菈公主，也被稱為奇莉，被她的外祖母卡蘭特王后派去尋找傑洛特。奇莉菈被尼夫加爾德軍官卡希俘虜，但燃燒的城市和城堡的景象激發了她的力量，讓她得以逃脫。 改編自《最後的願望》中的“兩害取其輕”。 |             |                  |                        |                      |                |
| 2 | 2           | 四菊符那         | 埃里克·薩哈羅夫        | 珍妮·克萊因          | 2019年12月20日 |
| 1206年，來自亞丁凡格爾堡（Vengerberg of Aedirn）的駝背葉妮芙，被她的父親賣給了緹莎亞·德芙利斯。她被帶到阿瑞圖沙（Aretuza）接受魔法訓練，但在練習中遇到困難。她與伊思崔德建立了友誼，甚至透露了她的四分之一精靈血統，這是導致她畸形的原因。兩人都不知道，緹莎亞和史特哥堡分別利用葉妮芙和伊思崔德來監視對方。後來，葉妮芙目睹了緹莎亞將三名學生變成了鰻魚，作為用魔法為阿瑞圖沙供電的管道。 1240年，傑洛特受僱調查波薩達（Posada）的穀物盜竊案，吟遊詩人亞斯克爾跟隨他。他們遇到了一個名叫托爾克的斯爾凡，傑洛特抓住了托爾克但被打昏。傑洛特和亞斯克爾被抓進一個山洞裡，他們遇到了精靈王費拉凡德瑞，並勸他在被人類放逐後帶領他的人民前往更好的地方。費拉凡德瑞沒有殺死他們，而是釋放了傑洛特和亞斯克爾，將獵魔士的話放在心上。 1263年，奇莉菈在樹林裡遇到了達拉，達拉將她帶到了一個難民營。當營地遭到卡希的軍隊襲擊時，達拉回來救她，後來她意識到達拉是一個精靈。 改編自《最後的願望》中的“世界的邊緣”。 |             |                  |                        |                      |                |
| 3 | 3           | 背叛者之月       | 艾力克斯·賈西亞·洛培茲 | 畢爾·德梅奧          | 2019年12月20日 |
| 1210年，葉妮芙和伊思崔德在完成訓練後成為戀人。雖然葉妮芙有機會在畢業時將她的身體變成理想的形象，但巫師同袍會（Brotherhood of Sorcerers）正在討論如何將他們新進人選派到各國輔佐當地國王。透過史特哥堡的詭計，葉妮芙因為她的精靈血統而被分配到尼夫加爾德而不是她偏愛的亞丁。葉妮芙憤怒地與伊思崔德分手，知道只有他可以告訴史特哥堡關於她血統的事情。錯過了入會儀式，葉妮芙經歷了痛苦的轉變，以犧牲生育能力為代價變得美麗。葉妮芙用她的新身體迷惑了亞丁的國王威爾夫勒，讓她成為顧問，將芙琳吉拉送到尼夫加爾德。 1243年，傑洛特在佛特斯特國王的女巫師顧問特瑞絲·梅利戈德的協助下，進入特馬利亞王國（Temeria）調查一隻怪物。他認為這個怪物是斯奇嘉，這是一種從詛咒中誕生的生物。傑洛特後來發現是朝臣歐司崔特下的詛咒，並了解了佛特斯特和他的妹妹雅妲公主之間的不倫之戀。傑洛特以歐司崔特為誘餌，努力對抗斯奇嘉直到黎明，解除詛咒。 1263年，奇莉菈恍惚中進入茂密的森林，達拉跟在後面但中箭受傷。 改編自《最後的願望》中的“獵魔士”。 |             |                  |                        |                      |                |
| 4 | 4           | 宴會、混蛋與埋葬 | 艾力克斯·賈西亞·洛培茲 | 戴克蘭·德巴拉        | 2019年12月20日 |
| 1240年，為亞丁服務了30年的葉妮芙護送利里亞（Lyria）的卡利斯王后返回家鄉，但她們的車隊突然遭到刺客襲擊。葉妮芙打算帶著卡利斯利用傳送門逃離，而刺客追蹤了她們的位置緊追在後。在經過了數個傳送門之後，卡利斯被刺客殺死。儘管葉妮芙帶著卡利斯剛出生的女兒逃了出來，但她發現嬰兒已經死在了她的懷裡。 1249年，傑洛特接受雇傭殺死了一隻瑟奇魔（Selkiemore），之後他陪同亞斯克爾參加卡蘭特王后的女兒芭維塔公主的訂婚宴。宴會突然被艾蘭瓦德的刺蝟（也叫杜尼）打斷，他要求透過“驚奇的法則”（Law of Surprise）來取回他的報酬，也就是芭維塔公主。因為杜尼多年前救了芭維塔的父親，而她的父親答應杜尼以驚奇的法則作為報酬。杜尼遭受了詛咒，被變成了刺猬人。儘管芭維塔接受，但卡蘭特拒絕了，隨後發生了爭吵。當卡蘭特試圖殺死刺蝟時，芭維塔激發了她的力量，引發了一場大漩渦，直到傑洛特和米須維爾介入。為了讓女兒幸福，卡蘭特讓杜尼和芭維塔結婚，解除了杜尼的詛咒。杜尼感謝傑洛特的幫助，堅持要他接受獎勵，所以傑洛特開玩笑地為杜尼已經知道但還不知道的事情援引了驚奇的法則。眾人隨即得知芭維塔懷上了杜尼的孩子奇莉菈，所謂的“驚奇之子”（Child Surprise）。 1263年，尼夫加爾德的軍隊以米須維爾為俘虜，繼續追擊奇莉菈。與此同時，奇莉菈和達拉在布洛奇隆森林（Brokilon Forest）遇到了樹精女王艾思娜，而卡希和芙琳吉拉則追踪奇莉的位置。 改編自《最後的願望》中的“價錢的問題”和《命運之劍》中的“命運之劍”。 |             |                  |                        |                      |                |
| 5 | 5           | 瓶中慾望         | 夏洛特·布蘭斯特羅姆    | 史奈哈·寇爾斯        | 2019年12月20日 |
| 1256年，也就是芭維塔訂婚七年後，傑洛特和亞斯克爾在雷達尼亞（Redanian）發現了一個鎮尼並意外將其釋放。起初，亞斯克爾似乎是鎮尼的“主人”，但後來他病倒了。傑洛特向林德（Rinde）的精靈治療師希瑞亞登尋求幫助，但由於亞斯克爾受到了魔法傷害，因此他們需要一名巫師才能治療他，希瑞亞登不情願地將他們引薦給了葉妮芙。兩人前往林德市長的家裡，葉妮芙答應幫傑洛特治療亞斯克爾。雖然葉妮芙治癒了亞斯克爾，但她的計劃是利用他來俘獲鎮尼，並強迫它實現她恢復生育能力的願望。當亞斯克爾使用他的最後一個願望時，什麼也沒有發生，這表明真正實現了願望的是傑洛特，而不是亞斯克爾。傑洛特意識到鎮尼會殺死葉妮芙，所以他用他的第三個也是最後一個願望來拯救她（但願望本身並沒有透露）。鎮尼離開了。在自由和安全後，傑洛特和葉妮芙根據他們的吸引力採取行動並發生性關係。葉妮芙問他的第三個願望是什麼，但傑洛特沒有回答就睡著了。 1263年，卡希僱傭了一名多普勒（Doppler），一種變形怪來扮演米須維爾的身份；多普勒複製他的身體形態和記憶，然後殺死他。後來，艾斯妮允許奇莉留在布洛奇隆，但“米須維爾”來了，要求奇莉和達拉和他一起離開。 改編自《最後的願望》中的“最後的願望”。 |             |                  |                        |                      |                |
| 6 | 6           | 稀有物種         | 夏洛特·布蘭斯特羅姆    | 海莉·霍爾            | 2019年12月20日 |
| 1262年，冒險家波爾赫和他的兩個保鏢蒂亞和薇亞邀請傑洛特、亞斯克爾和葉妮芙參加獵龍活動。葉妮芙的騎士與一群矮人和刀客（Reaver）、職業狩魔獵人一起加入了隊伍。露營過夜後，小隊發現騎士死了，刀客也離開了。這時傑洛特尋問葉妮芙此行的真正目的，葉妮芙告訴他獵龍是為了生育偏方，而傑洛特則不小心向她透露了自己的驚奇之子，兩人為此發生爭執。矮人帶著他們的隊伍走到一條山上的捷徑，但橋塌陷了。波爾赫的小隊犧牲了自己而不是危害其他人。傑洛特和葉妮芙在到達綠龍巢穴之前和解了，但發現綠龍已經死了，蒂亞和薇亞守衛著龍蛋。波爾赫將自己顯示為魏倫崔特摩斯（Vilentretenmerth），一條金龍。他們五個人從刀客手中保護了龍蛋。後來傑洛特向葉妮芙透露了他的第三個願望將他們的命運聯繫在一起。葉妮芙相信她對傑洛特的感情是人為的，她表示自己不能和傑洛特在一起並離開了。傷心的傑洛特，將他所有的不幸歸咎於亞斯克爾，並希望他們再也不會見面。 1263年，達拉對“米須維爾”產生了懷疑，所以奇莉質疑他，多普勒顯示了自己的真面目。在混戰中，達拉在奇莉逃跑時被擊暈，而奇莉被卡希抓住。“奇莉”顯示自己為多普勒，並與卡希戰鬥。達拉釋放了真正的奇莉，但離開了她。卡希和芙琳吉拉計劃下一步行動。 改編自《命運之劍》中的“可能的極限”。 |             |                  |                        |                      |                |
| 7 | 7           | 淪陷前夕         | 埃里克·薩哈羅夫        | 麥克·奧斯特羅夫斯基  | 2019年12月20日 |
| 1263年，隨著尼夫加爾德準備入侵琴特拉，傑洛特決定援引驚奇的法則並要求卡蘭特讓他保護奇莉。卡蘭特假裝答應，但是找了別的女孩來假扮奇莉。傑洛特看穿了她的謊言後，被艾斯特囚禁了起來。葉妮芙來到納澤爾（Nazair）拜訪伊思崔德，希望雙方可以復合，但被對方拒絕。接著她與巫師維列佛茲一起返回阿瑞圖沙。當維列佛茲宣布他打算召集巫師對抗尼夫加爾德時，葉妮芙拒絕了。同袍會投票保持中立，但緹莎亞、維列佛茲、特瑞絲和其他巫師決心戰鬥。緹莎亞說服葉妮芙加入。尼夫加爾德入侵琴特拉，洗劫了這座城市並攻破了城堡。卡蘭特試圖將奇莉和傑洛特一起送走，但他已經逃出牢房，無處可尋。奇莉逃離琴特拉後自生自滅。後來，她被她的老朋友發現，他們突然背叛了她，使她的力量被激發。 改編自《命運之劍》中的“比那更多的東西”。 |             |                  |                        |                      |                |
| 8 | 8           | 不僅於此         | 馬克·喬布斯            | 勞倫·施密特·赫斯里希 | 2019年12月20日 |
| 從琴特拉逃出後，傑洛特保護一名商人免於一群不死怪物的傷害，但自己受傷並失去知覺。葉妮芙和巫師們增援索登山（Sodden）的戰略要塞，為了阻止尼夫加爾德軍隊入侵北方王國的其他地區。尼夫加爾德人發動了進攻，雙方都使用魔法，給對方造成了嚴重的傷亡。緹莎亞試圖說服芙琳吉拉，但芙琳吉拉阻止了她。維列佛茲與卡希戰鬥，但輸了並被扔下山。當維列佛茲醒來時，他殺死了一名北方巫師，表明自己是個叛徒。芙琳吉拉利用一種魔法滲透了莎賓娜，讓她攻擊葉妮芙，接著兩人被魔法炸藥的衝擊震飛。堡壘的大門也被芙琳吉拉突破，特瑞絲試圖用魔法把大門堵住，但被火焰燙傷。尼夫加爾德的士兵開始衝進堡壘，但葉妮芙引導了一股巨大的火流，然後她似乎就消失了。同時，佛特斯特國王率領的特瑪利亞軍隊抵達索登。奇莉被她之前遇到的女人喚醒，並發現了她周圍的屍體。女人帶她去她的農場。傑洛特夢見了他的母親維瑟娜，她在孩提時代就將他拋棄，使他成為獵魔士，然後醒來發現自己躺在商人的推車上。當他們到達商人的農場時，他聽到一名女子和商人談論奇莉。他便走進森林，奇莉和傑洛特終於在那裡相遇並擁抱。奇莉問傑洛特葉妮芙是誰。 改編自《命運之劍》中的“比那更多的東西”。 |             |                  |                        |                      |                |

### 第二季（2021年）
第二季改編自《最後的願望》中的〈一點真相〉、《獵魔士長篇1：精靈血》和《獵魔士長篇2：蔑視時代》的開頭。
| 總集數 | 集數 （季） | 標題         | 導演            | 編劇                                                                     | 上線日期       |
| --- | ----------- | ------------ | --------------- | ------------------------------------------------------------------------ | -------------- |
| 9 | 1           | 一點真相     | 史蒂芬·瑟吉克   | 德克蘭·德·巴拉                                                           | 2021年12月17日 |
| 北方王國在索登取得了勝利。在搜索戰場時，傑洛特和奇莉遇到了緹莎亞；他們相信葉妮芙已經死了。傑洛特決定帶奇莉去獵魔士要塞卡爾·默罕。他們經過了一個廢棄的村莊；傑洛特繞到去找附近的朋友尼維倫，並發現他被詛咒變成了野獸般的體格。在尼維倫的莊園，奇莉遇到了尼維倫的秘密夥伴薇樂娜。傑洛特調查了這個村莊，並推斷這是一個布露卡薩（bruxa）的傑作，一個年輕女子外貌的吸血鬼。傑洛特發現薇樂娜正在喝尼維倫的血；在隨後的戰鬥中，薇樂娜將奇莉劫為人質，直到尼維倫從背後刺中薇樂娜。傑洛特殺死了薇樂娜，解除了尼維倫的詛咒。尼維倫透露，他找到了受傷的薇樂娜並照顧她；她心甘情願地和他在一起，他讓她以他為食。然而，尼維倫控制不住薇樂娜的衝動，對她襲擊村莊視而不見。他意識到失去真愛解除了詛咒；他懇求傑洛特殺了他，但傑洛特和奇莉離開了。 在阿瑞圖沙，緹莎亞折磨卡希以獲取有關尼夫加爾德的訊息。在別處，葉妮芙被打算帶她去琴特拉的芙琳吉拉俘虜，但她的計劃被襲擊打斷了。 改編自《最後的願望》中的“一點真相”。               |             |              |                 |                                                                          |                |
| 10 | 2           | 卡爾·默罕    | 史蒂芬·瑟吉克   | 碧兒·德馬約                                                              | 2021年12月17日 |
| 葉妮芙和芙琳吉拉被費拉凡德瑞抓住，並被帶到一塊廢墟巨石旁的精靈挖掘場，在那裡他們遇到了精靈領袖和女巫師法蘭西絲·芬妲芭兒。葉妮芙、芙琳吉拉和法蘭西絲意識到他們也經歷過類似的幻覺；他們發現了一條通往小屋的通道。三位女巫師的幻象來自永垂不朽的母親，一個神秘的女巫，以各種形式出現；葉妮芙看到的是年輕版的自己，芙琳吉拉看到的是尼夫加爾德的恩菲爾皇帝，法蘭西絲看到的則是精靈女先知伊特莉娜。葉妮芙和芙琳吉拉被釋放；芙琳吉拉決定跟隨精靈並在精靈和尼夫加爾德之間建立聯盟。葉妮芙試圖召喚一個傳送門，但發現她失去了法力。 傑洛特和奇莉抵達卡爾·默罕，在那裡受到了維瑟米爾率領的越冬獵魔士的歡迎。艾斯科，另一位獵魔士，也在與樹妖的戰鬥中倖存下來。艾斯科被樹妖感染了，後來襲擊了卡爾·默罕；傑洛特和維瑟米爾與艾斯科戰鬥。當艾斯科對維瑟米爾佔上風時，傑洛特被迫殺死艾斯科。傑洛特隨後決定在戰鬥中訓練奇莉。 |             |              |                 |                                                                          |                |
| 11 | 3           | 失去         | 莎拉·奧格曼     | 故事構思 ：勞倫·施密特·赫斯里希 & 克萊兒·希金斯 劇本創作 ：克萊兒·希金斯 | 2021年12月17日 |
| 奇莉繼續在劍術、體能和敏捷方面進行訓練。維瑟米爾調查變異的樹妖。 葉妮芙前往阿瑞圖沙；緹莎亞告訴她，她的缺席引起了人們對她在同袍會中效忠的懷疑，並懇求她低調行事。史特哥堡審問葉妮芙，直到緹莎亞介入。同袍會議會下令，為了證明她的忠誠，葉妮芙必須處決卡希。在行刑儀式上，葉妮芙在同袍會和北方君主的觀眾面前釋放了卡希，兩人逃跑了。 懷孕的法蘭西絲和精靈們在尼夫加爾德的保護下定居在琴特拉。在卡爾·默罕，傑洛特向奇莉透露她可能從她母親那裡繼承了魔法力量。他們追查樹妖；在戰鬥中，一隻蜈蚣狀的怪物薇拉（myriapod）出現並殺死了樹妖，然後追趕奇莉。傑洛特殺死了薇拉。 |             |              |                 |                                                                          |                |
| 12 | 4           | 雷達尼亞機密 | 莎拉·奧格曼     | 絲妮哈·科爾斯                                                            | 2021年12月17日 |
| 特瑞絲應傑洛特之邀前往卡爾·默罕，幫助奇莉進行魔法訓練。傑洛特、奇莉和特瑞絲調查了多足類動物和樹妖的起源，發現它們與巨石柱有關。奇莉承認她在琴特拉推翻了一塊巨石柱。特瑞絲將傑洛特傳送到以研究巨石柱而聞名的伊思崔德。維瑟米爾發現奇莉擁有“上古之血”（Elder blood），長期以來一直被認為已經滅絕，據傳它是用來製造獵魔士的誘變物的一種成分。現在被通緝的葉妮芙和卡希逃到了北部的奧克森福特市，那裡正在發生一場針對精靈的大屠殺。 在雷達尼亞，分別是維吉米爾國王的間諜大師和宮廷巫師西吉斯蒙德·戴斯特拉和菲莉帕·愛哈特開始密謀奪取琴特拉。他們招募被囚禁的精靈達拉作為線人。與此同時，葉妮芙和卡希發現一個名叫“鷸鳥”的人，據透露是亞斯克爾，正在將精靈走私到琴特拉。在亞斯克爾的幫助下，葉妮芙、卡希和達拉登上了開往琴特拉的船，但在亞斯克爾離開後，葉妮芙發現自己遇到了麻煩。 |             |              |                 |                                                                          |                |
| 13 | 5           | 轉身背對     | 愛德華·巴瑟傑特 | 海莉·霍爾                                                                | 2021年12月17日 |
| 雷恩斯是一名火巫師，從監獄中獲釋，並被侍奉一位不知名大師的女巫師莉迪亞派去尋找奇莉的任務。傑洛特伊思崔德前往琴特拉郊外倒塌的巨石柱。葉妮芙從船上下船，從雷恩斯手中救出了亞斯克爾；然後他們被城市守衛分開並抓住。維瑟米爾向奇莉透露了他創造新獵魔士的計劃。奇莉同意，但堅持要成為第一個試驗者。在調查巨石柱的廢墟時，傑洛特和伊思崔德假設巨石柱是入口，當它被啟動時，允許怪物進入他們的世界。傑洛特得知葉妮芙還活著。特瑞絲試圖勸阻奇莉，她舉行了一場儀式，希望能發現奇莉的力量來源。他們揭開了伊特莉娜的預言，預言擁有“上古之血”的孩子將毀滅世界。奇莉的力量啟動了巨石，導致一個像是切爾諾柏格飛行怪物出現，然後飛走了。傑洛特傳送回卡爾·默罕，阻止奇莉參與轉變。卡希抵達琴特拉。葉妮芙召喚了永垂不朽的母親並消失了；她的任務是將奇莉運送到琴特拉以外的地方。 |             |              |                 |                                                                          |                |
| 14 | 6           | 親愛的朋友   | 路易絲·霍伯     | 馬修·德安布羅休                                                          | 2021年12月17日 |
| 傑洛特帶著奇莉離開卡爾·默罕；他們被傑洛特在琴特拉遇到的切爾諾柏格襲擊了。傑洛特的馬小魚兒受了致命傷，但傑洛特設法殺死了切爾諾柏格。在卡爾·默罕，維瑟米爾和特瑞絲被雷恩斯襲擊；他偷了誘變物並逃跑了。傑洛特和奇莉前往梅莉特列神殿，傑洛特希望奇莉能在那裡學會控制她的力量；他們遇到了葉妮芙。法蘭西絲順利生產，多年來第一個小精靈出生。卡希向芙琳吉拉透露恩菲爾將要造訪琴特拉。伊思崔德揭開了奇莉和傳奇精靈戰士拉拉·多倫之間的聯繫。葉妮芙告訴傑洛特，亞斯克爾遇到麻煩，被火巫師追趕；傑洛特推斷他是在追趕奇莉。雷恩斯出現在神殿；傑洛特與他和他的同夥作戰，而葉妮芙則教奇莉召喚傳送門。雷恩斯逃跑了，傑洛特看著奇莉和葉妮芙傳送門出去。特瑞絲將奇莉擁有“上古之血”的事告訴了緹莎亞。 |             |              |                 |                                                                          |                |
| 15 | 7           | 沃列斯·梅爾  | 路易絲·霍伯     | 麥克·奧斯特羅夫斯基                                                      | 2021年12月17日 |
| 葉妮芙和奇莉發現自己在收留奇莉的女人的家裡，而雷恩斯殺死了她和她的家人。奇莉決心前往琴特拉對抗尼夫加爾德人。傑洛特將亞斯克爾從監獄中釋放出來，然後遇到亞爾潘·齊格林（Yarpen Zigrin）。法蘭西絲的新生兒讓精靈們將注意力轉移到重建上，違背了為尼夫加爾德而戰的承諾，轉而引起芙琳吉拉和卡希的關注。葉妮芙繼續教導奇莉駕馭她的力量。特瑞絲被出賣，得知緹莎亞告訴維列佛茲關於奇莉的事。達拉拒絕繼續為戴斯特拉從事間諜活動。芙琳吉拉感覺到她正在失去對琴特拉的尼夫加爾德領導層的掌握，消滅了他們中的大部分人，並恐嚇卡希為她提供擔保。戴斯特拉將有關奇莉的訊息傳遞給維吉米爾。奇莉無意中讀到了葉妮芙的心思並揭開了她的計劃，引發了一場爆發，驚動了尼弗迦德巡邏隊。傑洛特、亞斯克爾和亞爾潘抵達並擊敗尼夫加爾德人。傑洛特安排亞斯克爾將奇莉帶到卡爾·默罕，而他和葉妮芙在發現葉妮芙的背叛後與永垂不朽的母親對峙。法蘭西絲的新生兒被暗殺。受夠了足夠的痛苦，永垂不朽的母親被揭露為惡魔沃列斯·梅爾，從監獄中逃脫並附身了奇莉。 |             |              |                 |                                                                          |                |
| 16 | 8           | 家人         | 愛德華·巴瑟傑特 | 勞倫·施密特·赫斯里希                                                     | 2021年12月17日 |
| 被附身的奇莉開始在卡爾·默罕殺死睡夢中的獵魔士。剩下的獵魔士、葉妮芙和亞斯克爾計劃將沃列斯·梅爾從奇莉驅逐出去。沃列斯·梅爾用奇莉的力量發現了隱藏在大廳中的巨石，然後傳送了翼蜥過來。傑洛特和維瑟米爾試圖控制奇莉，而其他獵魔士則與翼蜥作戰。法蘭西絲將失去新生兒歸咎於北方王國，在雷達尼亞殺死了人類嬰兒。在向奇莉道歉後，葉妮芙自薦為沃列斯·梅爾的主人，將公主從它的控制中解放出來。然後奇莉將傑洛特和葉妮芙傳送到一個未知的世界，在那裡沃列斯·梅爾離開了葉妮芙的身體。奇莉、傑洛特和葉妮芙瞥見了計劃綁架奇莉的狂獵。回到卡爾·默罕，葉妮芙發現她的法力又回來了。傑洛特意識到奇莉不能留在卡爾·默罕。推斷維吉米爾是在追捕奇莉，同袍會和剩餘的北方君主們懸賞了奇莉和她的保護者。伊思崔德告訴法蘭西絲奇莉擁有“上古之血”，她意識到奇莉是精靈的希望。恩菲爾，被揭露是奇莉的父親杜尼，抵達琴特拉；他透露他下令殺死了法蘭西絲的新生兒，並命令逮捕芙琳吉拉和卡希。                                                            |             |              |                 |                                                                          |                |

### 第三季（2023年）
第三季改編自《蔑視時代》、《獵魔士長篇3：火之洗禮》，部分劇情取自《精靈血》的細節。
|    |   |                    |                 |                                      |               |  |  |  |  |  |  |  |
| 17 | 1 | 雪拉微得           | 史蒂芬·瑟吉克   | 麥克·奧斯特羅夫斯基                  | 2023年6月29日 |  |  |  |  |  |  |  |
| 18 | 2 | 離別               | 史蒂芬·瑟吉克   | 塔尼亞·洛提亞                        | 2023年6月29日 |  |  |  |  |  |  |  |
| 19 | 3 | 重聚               | 甘賈·蒙泰羅     | 海莉·霍爾                            | 2023年6月29日 |  |  |  |  |  |  |  |
| 20 | 4 | 邀請               | 甘賈·蒙泰羅     | 雷·班傑明                            | 2023年6月29日 |  |  |  |  |  |  |  |
| 21 | 5 | 假象               | 洛尼·派瑞斯特瑞 | 克萊兒·希金斯                        | 2023年6月29日 |  |  |  |  |  |  |  |
|    |   |                    |                 |                                      |               |  |  |  |  |  |  |  |
| 22 | 6 | 風雨欲來           | 洛尼·派瑞斯特瑞 | 賈維爾·格里羅-馬克沃奇               | 2023年7月27日 |  |  |  |  |  |  |  |
| 23 | 7 | 一波未平，一波又起 | 寶拉·歐岡       | 馬修·德安布羅休                      | 2023年7月27日 |  |  |  |  |  |  |  |
| 24 | 8 | 混亂的代價         | 寶拉·歐岡       | 麥克·奧斯特羅夫斯基＆特洛伊·丹格菲德 | 2023年7月27日 |  |  |  |  |  |  |  |

## 製作

### 發展
安傑·薩普科夫斯基的《獵魔士》系列小說差一點被改編成獨立的Netflix電影，但Netflix國際原創部副總裁凱莉·盧根比爾（Kelly Luegenbiehl）勸阻製片人。她回憶起問他們：“你怎麼能把八本小說拍成電影？那裡有太多素材了。透過多次對話，製片人對使用原著來製作更長的影集想法感到非常興奮。”2017年5月，Netflix宣布開始製作改編自該書的英語電視劇。
2017年12月，據報導勞倫·施密特·赫斯里希將擔任節目統籌。2018年4月，施密特·赫斯里希透露，試播集的劇本已經完成，第一季將有八集。2017年，有報導稱安傑·薩普科夫斯基將擔任該節目的創意顧問，但在2018年1月，薩普科夫斯基否認有任何直接參與 。然而，他於2018年4月與施密特·赫斯里希會面，2018年5月，她表示薩普科夫斯基在該劇的創意團隊中。8月，安德魯·勞斯（Andrew Laws）被透露為美術指導。12月，《廣播時報》報導導演埃里克·薩哈羅夫和夏洛特·布蘭斯特羅姆加入該劇。
2019年11月13日，Netflix宣布續訂第二季，暫定名稱為“神秘怪物”，製作將於2020年初在倫敦開始，計劃於2021年發布。2021年4月，Netflix的共同執行長兼内容長泰德·薩蘭多斯確認第二季預計於2021年第四季首播。2021年7月，宣布第二季將於2021年12月17日首播。2021年9月25日，Netflix宣布該劇已續訂第三季。

### 劇本創作
第一季以非線性敘事方式呈現，跨越不同的時間軸。赫斯里希說，這是受到克里斯托弗諾蘭2017年的電影《敦克爾克大行動》的啟發。她指出，葉妮芙的故事涵蓋了大約70年，而奇莉的故事只有大約2週。赫斯里希還說葉妮芙和奇莉菈被給予了更多的曝光度，讓觀眾更容易地理解她們。透過展示她們和傑洛特的背景故事，“我們深入到了故事的靈魂。這是一個破碎家庭的故事。這是一個關於三個人的故事，他們在這個世界上孤身一人，他們都是生活在社會邊緣的孤兒，他們決心不再需要任何人，但是他們當然需要。”
赫斯里希表示，第二季的故事會在第一季的基礎上，變得更加集中； 角色之間會更頻繁地互動。“當我談到《獵魔士》時，我總是談論這三個角色是聚在一起的—傑洛特、奇莉和葉妮芙—他們作為一個家庭聚在一起。對我來說，這是這齣戲中最重要的部分，”赫斯里希說。“當你開始想像某人的家庭時，你還需要了解他們的原始家庭。對於傑洛特來說，是他的兄弟，是獵魔士的兄弟情誼。所以我真的很高興傑洛特能第一次回家見到他的父親維瑟米爾，以及他從7歲起就和他一起長大的所有人。”

### 選角

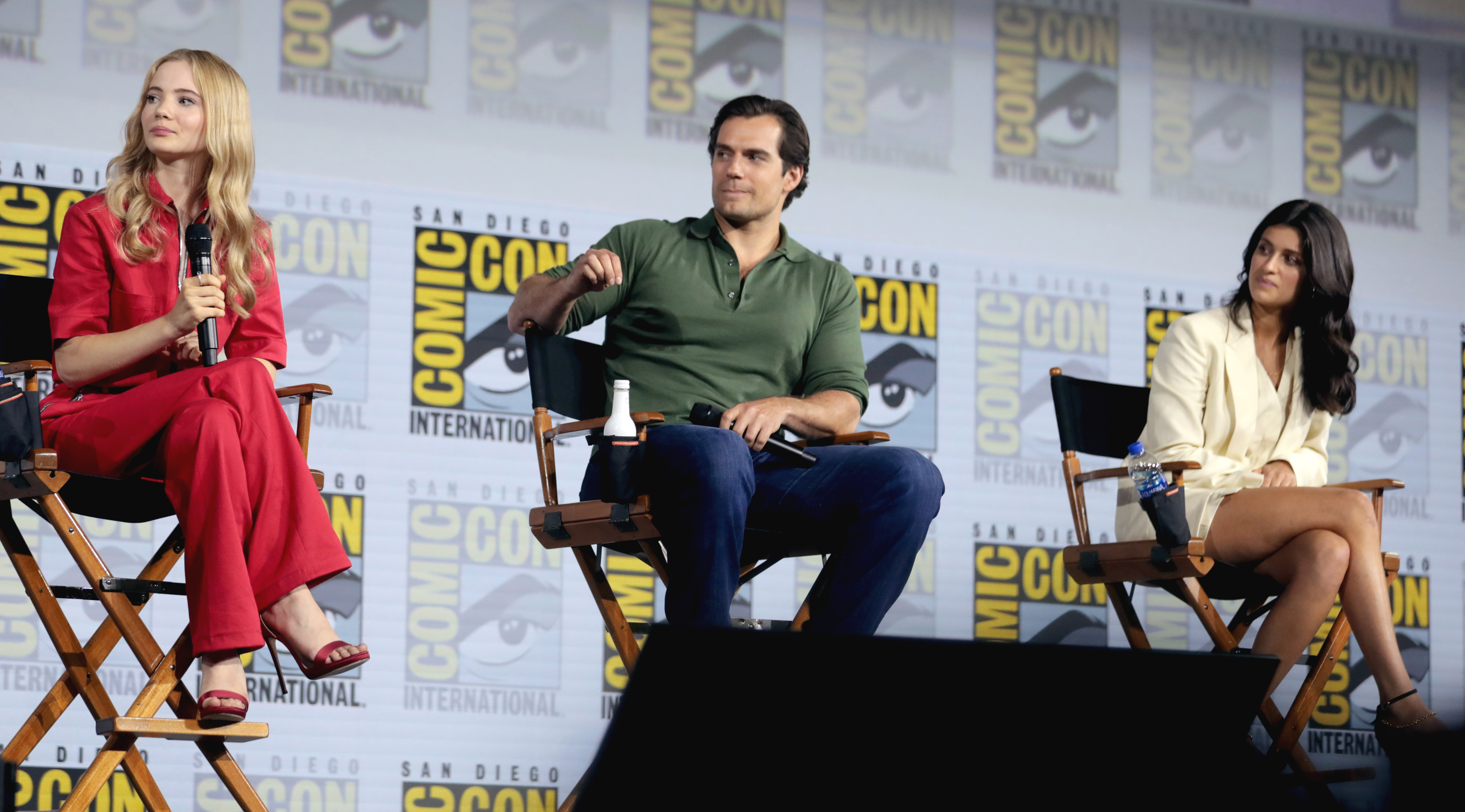
芙蕾雅·艾倫、亨利·卡維爾和安雅·夏隆查在2019年聖地牙哥動漫展《獵魔士》大會上。

2018年8月，英國演員亨利·卡維爾在接受IGN採訪中透露自己有意出演電視劇《獵魔士》，他表示自己是電玩改編遊戲的忠實粉絲，也看過原著小說。赫斯里希在推特中回應表示已經知道卡維爾的想法。同月，試鏡用的選角劇本被洩露於網路上，當中涉及了葉妮芙與傑洛特間的對白。
2018年9月，Netflix宣布卡維爾將飾演利維亞的傑洛特。同時他在社群媒體Instagram上發表了一張圖片，圖片中顯示他的Netflix帳號名稱是「Geralt of Rivia」。赫斯里希後來表示卡維爾其實早在四個月前就與他談過扮演傑洛特，他非常歡迎卡維爾加入。赫斯里希談到，“亨利非常適合傑洛特的原因之一，是他真的很想體現這個角色”。而他是從200多位演員中挑選出來的；由於卡維爾是遊戲的忠實粉絲，也積極爭取這個角色。而她最終在看過了眾多的潛在傑洛特扮演者中，才了解“他就是對的人選，他就是傑洛特。”
2018年10月，芙蕾雅·艾倫和安雅·夏隆查拉分別飾演奇莉菈和凡爾格堡的葉妮芙，喬迪·梅、比約恩·西魯·哈瑞森、亞當·李維、米亞娜·伯寧、米米·狄維妮和黛芮卡·威爾森·瑞德（Therica Wilson-Read）也加入本劇。當月晚些時候宣布了更多演員陣容，包括埃蒙·法倫、喬伊·巴堤、拉斯·米克森、羅伊斯·皮爾森、馬赫許·賈杜、威森·拉久-普雅爾特（Wilson Radjou-Pujalte）和安娜·沙佛。10月31日，Netflix在推特發布了一條21秒的短片，短片內是卡維爾作為傑洛特的定裝照。2019年7月，Netflix公開傑洛特、奇莉以及葉妮芙三人的海報，其中這是葉妮芙和奇莉角色造型的首次亮相。
2020年2月，Netflix宣布金·波德尼亞飾演維瑟米爾，一位經驗豐富的獵魔士和傑洛特的導師。其他新增成員包括克里斯多佛·希夫哲、亞森·阿圖（Yasen Atour）、艾格尼絲·伯恩（Agnes Born）、保羅·布里恩（Paul Bullion）、蘇·艾斯特德·拉斯穆森（Thue Ersted Rasmussen）、艾莎·法比安·羅斯（Aisha Fabienne Ross）和麥西亞·西姆森（Mecia Simson）。2020年9月，宣布貝錫·伊登貝茲（Basil Eidenbenz）將接替拉斯穆森擔任艾斯科。2020年11月，蕾貝卡·漢森（Rebecca Hanssen）被宣布飾演蜜薇女王。2020年10月，Netflix發布了亨利·卡維爾在第二季的定裝照。2021年3月，凱文·道爾飾演小說中未出現的原創角色貝里昂。卡茜·克萊爾（Cassie Clare）、阿卓亞·安多、莉茲·凱爾、西蒙·卡洛、葛拉罕·麥克塔維什和克里斯·富爾頓（Chris Fulton）分別飾演菲莉帕·愛哈特、南娜卡、芬恩、科林爵、戴斯特拉和雷恩斯。
2022年10月，Netflix宣布续订剧集的第四季，但男主杰洛特的饰演者将换由利亚姆·海姆斯沃斯出演，原演员亨利·卡维尔退出该剧。

### 拍攝
2018年4月，施密特·赫斯里希透露該劇將在中歐和東歐拍攝。
第一季的主體拍攝於2018年10月31日在匈牙利開始。該劇的大部分內容是在布達佩斯附近的Mafilm工作室拍攝的。戶外場景包括巫師史特哥堡家的外觀。琴特拉的大廳是在布達佩斯郊區的奧利戈工作室（Origo Studios）建造的。琴特拉一些外景拍攝包含莫諾斯托堡和附近的森林。馬爾納達爾戰役（The Battle of Marnadal）是在匈牙利恰克拜雷尼一個村莊的山丘上拍攝的。葉妮芙原住所的村莊是在匈牙利露天博物館拍攝的，靠近布達佩斯以北約30公里的聖安德烈；這個位置也用於在一個奇莉出現在風車的場景中。劇組使用了奧地利萊奧本多夫附近的克羅岑施泰因城堡的外景來製作廢棄的虛構城堡維齊瑪（Vizima），但室內景是在奧利戈工作室拍攝的
。
2019年3月，拍攝工作在西班牙加那利群島的大加那利島開始。一些場景也將在拉帕爾馬島和拉戈梅拉島拍攝。女巫師的阿瑞圖沙學院（海鷗之塔）場景是在加拉菲亞的羅克·德·聖多明各（Roque de Santo Domingo）小島上拍攝的，並使用CGI進行了加強。然而，用於畢業舞會的室內設計是在歐布達的基塞利博物館（Kiscelli Museum），該博物館是18世紀的修道院。這個地方也被用於北方巫師的秘密會議。大加那利島的法塔加地區被用於一些乾旱景觀的場景。奇莉在沙漠中旅行的場景是在大加那利島的馬斯帕洛馬斯自然沙丘保護區拍攝的。第六集的大部分時間都是在拉帕爾馬島拍攝的。
第一季的拍攝在波蘭的奧格羅傑涅茨城堡殺青。這座中世紀城堡的廢墟可以追溯到14世紀，是包括盧格溫的維列佛茲和特瑞絲·梅利戈德在內的場景背景。在第一季的最後一集中拍攝索登山之戰時，廢墟也被包括在內。第一季的拍攝於2019年5月殺青。
第二季的拍攝工作於2020年初在倫敦開始，但由於對2019冠狀病毒病疫情大流行的擔憂，以及演員克里斯多佛·希夫哲確認他的2019冠狀病毒病檢測呈陽性而於3月暫停了兩週。 然後，在2020年5月，在英國拍攝的電影和電視作品獲准恢復拍攝，包括《獵魔士》第二季。該劇於7月恢復前期製作，2020年8月12日正式開拍，第二季預計拍攝至2021年初。2020年11月7日，因多名劇組人員因2019冠狀病毒病檢測呈陽性而再次停工。兩週後，製作工作於2020年11月24日恢復，並在12月繼續拍攝，儘管卡維爾在倫敦西部阿伯菲爾德工作室（Arborfield Studios）拍攝時腿部肌肉輕微受傷
。第二季的拍攝於2021年4月2日殺青
。

### 音樂
本劇由桑妮雅·別洛烏索娃和約拿·奧斯蒂內利作曲，而在第二集中由亞斯克爾（喬伊·巴堤）演唱的原創歌《丟枚硬幣給你的獵魔士吧》在該劇發布後不久就迅速爆紅 。玩家已經創建了這首歌的遊戲模組修補程式加入到獵魔士的電玩遊戲改編中。整部劇中的所有小提琴獨奏均由林賽·多伊奇演奏
。
音樂原聲帶數位版於2020年1月24日在亞馬遜和iTunes上發行，同時也可於Spotify線上收聽。
| The Witcher (Music from the Netflix Original Series) | The Witcher (Music from the Netflix Original Series) | The Witcher (Music from the Netflix Original Series) |
| 曲序                                                 | 曲目                                                 | 时长                                                 |
| ---------------------------------------------------- | ---------------------------------------------------- | ---------------------------------------------------- |
| 1.                                                   |                                                      | 1:52                                                 |
| 2.                                                   |                                                      | 3:10                                                 |
| 3.                                                   |                                                      | 3:16                                                 |
| 4.                                                   |                                                      | 4:56                                                 |
| 5.                                                   |                                                      | 1:41                                                 |
| 6.                                                   |                                                      | 1:33                                                 |
| 7.                                                   |                                                      | 2:00                                                 |
| 8.                                                   |                                                      | 3:54                                                 |
| 9.                                                   |                                                      | 1:09                                                 |
| 10.                                                  |                                                      | 2:47                                                 |
| 11.                                                  |                                                      | 2:44                                                 |
| 12.                                                  |                                                      | 5:05                                                 |
| 13.                                                  |                                                      | 4:28                                                 |
| 14.                                                  |                                                      | 2:23                                                 |
| 15.                                                  |                                                      | 2:39                                                 |
| 16.                                                  |                                                      | 4:31                                                 |
| 17.                                                  |                                                      | 1:16                                                 |
| 18.                                                  |                                                      | 1:34                                                 |
| 19.                                                  |                                                      | 4:04                                                 |
| 20.                                                  |                                                      | 4:04                                                 |
| 21.                                                  |                                                      | 4:30                                                 |
| 22.                                                  |                                                      | 4:17                                                 |
| 23.                                                  |                                                      | 2:19                                                 |
| 24.                                                  |                                                      | 1:42                                                 |
| 25.                                                  |                                                      | 2:07                                                 |
| 26.                                                  |                                                      | 3:54                                                 |
| 27.                                                  |                                                      | 2:18                                                 |
| 28.                                                  |                                                      | 5:49                                                 |
| 29.                                                  |                                                      | 2:14                                                 |
| 30.                                                  |                                                      | 3:16                                                 |
| 31.                                                  |                                                      | 4:52                                                 |
| 32.                                                  |                                                      | 0:56                                                 |
| 33.                                                  |                                                      | 2:09                                                 |
| 34.                                                  |                                                      | 3:48                                                 |
| 35.                                                  |                                                      | 3:02                                                 |
| 36.                                                  |                                                      | 1:50                                                 |
| 37.                                                  |                                                      | 2:03                                                 |
| 38.                                                  |                                                      | 4:17                                                 |
| 39.                                                  |                                                      | 1:28                                                 |
| 40.                                                  |                                                      | 2:48                                                 |
| 41.                                                  |                                                      | 2:41                                                 |
| 42.                                                  |                                                      | 1:38                                                 |
| 43.                                                  |                                                      | 2:39                                                 |
| 44.                                                  |                                                      | 4:44                                                 |
| 45.                                                  |                                                      | 3:35                                                 |
| 46.                                                  |                                                      | 2:24                                                 |
| 47.                                                  |                                                      | 5:13                                                 |
| 48.                                                  |                                                      | 3:10                                                 |
| 49.                                                  |                                                      | 2:21                                                 |
| 50.                                                  |                                                      | 9:04                                                 |
| 51.                                                  |                                                      | 7:33                                                 |
| 52.                                                  |                                                      | 4:29                                                 |
| 53.                                                  |                                                      | 6:50                                                 |
| 54.                                                  |                                                      | 4:01                                                 |
| 55.                                                  |                                                      | 3:45                                                 |
| 总时长：                                             | 总时长：                                             | 3:02:52                                              |

## 市場營銷
Netflix於2019年7月19日在聖地牙哥動漫展上發布了該劇的前導預告片。第一個完整預告片於2019年10月31日在盧卡國際漫畫節上發布。Netflix於2019年12月12日發布了最終預告片。2020年8月26日，Netflix發布了名為《獵魔士：製作特輯》的節目第一季的幕後花絮 。2020年9月2日，製作系列《獵魔士：深入幕後》在Netflix首播。2021年7月9日，Netflix在《WitcherCon》發布了第二季的前導預告片。

## 發行
2019年4月，Netflix的泰德·薩蘭多斯在季度電話會議上告訴投資者，本劇將於2019年底上線。第一季於2019年12月20日上線。第二季於2021年12月17日上線。第三季分為兩個部分，分別於2023年6月29日和7月27日上線。

## 迴響

### 收視率
根據鸚鵡分析（Parrot Analytics）的數據，《獵魔士》在美國首播時是第三大“需求量”的原創串流媒體影集，僅次於《怪奇物語》和《曼達洛人》。 鸚鵡的過程衡量“需求公式”，這是“其全球標準化的電視需求衡量單位，反映了按重要性加權的電視節目的要求、參與度和收視率。” 2019年12月31日，鸚鵡分析報告稱，《獵魔士》成為全球所有平台上最受歡迎的電視劇。
2019年12月30日，Netflix發布了多項官方排行榜，其中包括2019年最受歡迎的電視劇。該劇是美國市場上觀看次數最多的電視劇之一，其中《獵魔士》在影集中排名第二。2020年1月21日，Netflix宣布第一季在其發布的第一個月內就有超過7600萬用戶透過其服務觀看。Netflix最近更改了其收視率計算機制，從之前機制下的一集的70%降至新機制下的兩分鐘。新機制的收視率比前一個機制平均高出35%。根據新機制（至少兩分鐘或更長時間）計算的第一個月的觀看次數為7600萬次，這是自引入新計算機制以來Netflix影集推出的最高觀看次數
。
《巫師3：狂獵》在2019年12月的銷量比2018年12月高出554%，這歸因於該劇重新引起了對該系列的興趣。

### 專業評價
| 季數 | 季數 | 爛番茄          | Metacritic     |
| ---- | ---- | --------------- | -------------- |
|      | 1    | 68%（91篇評論） | 54（17篇評論） |
|      | 2    | 95%（61篇評論） | 69（23篇評論） |
|      | 3    | 76%（42篇評論） | 70（13篇評論） |

第一季在爛番茄上根據91條評論，獲得了68%的新鮮度，平均評分為6.26/10。 該網站共識指出：“雖然《獵魔士》的世界有時感覺只是半成品，但亨利·卡維爾為充滿顛覆性幻想元素和黑色幽默的系列帶來了強大的魅力。”Metacritic上根據17位評論家計算得出的加權平均分數為53分（滿分100分），表示“褒貶不一的評論”。
在對第一季的正面評論中，《富比士》的埃里克·凱恩（Erik Kain）寫道：“如果你正在尋找一個帶有一些恐怖元素、一些裸露的皮膚和大量的血腥（和怪物）的原始黑暗幻想，那就別無所求了。”， 雖然io9的詹姆斯·惠特布魯克（James Whitbrook）說，“如果你願意坐在那些艱難的開場情節中，被這裡很酷的戰鬥或那裡吸引人的角色場景打斷，《獵魔士》進展緩慢但平穩地發現自己是一段夢幻般血腥、劣質的樂趣。” 《底特律新聞報》的湯姆·朗（Tom Long）表示，“雖然《獵魔士》更像是幻想的胡言亂語，但它也有點讓人上癮的幻想胡言亂語。帶來血腥、狂歡、鬧鬼的森林和巫師：看來我們還不夠。”威廉·休斯（William Hughes）稱讚本劇：“當你可以說一個影集最糟糕的事情是每一集最終都比前一集好時，這就留下了令人興奮的成長空間。”
而在負面評論中，《BBC》的史考特·布萊恩（Scott Bryan）表示：“《獵魔士》非常依賴於它的遊戲玩法以及人們對遊戲的喜愛，就像他們忘記了如何製作電視節目一樣。”《時代雜誌》的茱蒂·伯曼（Judy Berman）認為，“《獵魔士》透過摸索細節來幫助它設定一個有凝聚力的基調，加劇了我們的困惑。對話在戲劇幻想談話和現代口語之間從一句台詞到另一句搖擺不定。”《CNN》的布萊恩·洛瑞（Brian Lowry）說，“亨利·卡維爾在《獵魔士》中扮演主角，但即使對超人來說，為這部沉悶的中世紀奇幻影集注入活力也是一項艱鉅的任務。”《娛樂周刊》評論家達倫·弗蘭奇（Darren Franich）更表示：“我的命運是永遠不會再看這個無聊的節目”，將第一季評為F級。弗蘭奇承認只看了第一、二、五集，招致批評。 
作者安傑·薩普科夫斯基對這部劇贊不絕口，他說：“我對亨利·卡維爾作為獵魔士的演出感到非常滿意。他是一個真正的專業人士。就像維果·莫天森尊重亞拉岡（在《魔戒》中）一樣，所以亨利尊重傑洛特，而且永遠如此。” 薩普科夫斯基補充說：“如果觀眾和讀者帶走任何東西，任何可以以某種方式豐富他們的東西，我都會很高興。此外，我真誠地希望讓觀眾和讀者保持熱情。在任何意義上。不是不熱情的、不是冷淡的。”

### 獎項
| 年分 | 獎項               | 項目                         | 提名                                                       | 結果 | 來源    |
| ---- | ------------------ | ---------------------------- | ---------------------------------------------------------- | ---- | ------- |
| 2020 | 威比獎             | 影片 - 預告片人民的聲音      | 露西·邦德、傑德·芬克爾斯坦、奧列格·洛尼諾夫和麗貝卡·索爾特 | 獲獎 | [ 110 ] |
| 2020 | 英國攝影家協會獎   | 電視劇最佳攝影               | 高文·史特魯瑟斯                                            | 提名 | [ 111 ] |
| 2020 | 龍獎               | 最佳科幻或奇幻電視劇         | 勞倫·施密特·赫斯里希                                       | 提名 | [ 112 ] |
| 2021 | 好萊塢傳媒音樂大獎 | 最佳主題曲 - 電視節目/限定劇 | 桑妮雅·別洛烏索娃和約拿·奧斯蒂內利                         | 提名 | [ 113 ] |
| 2021 | 好萊塢傳媒音樂大獎 | 電視劇/限定劇最佳原創歌曲    | 桑妮雅·別洛烏索娃、約拿·奧斯蒂內利和珍妮·克萊因            | 提名 | [ 113 ] |
| 2021 | 土星獎             | 最佳奇幻電視劇               | 《獵魔士》                                                 | 提名 | [ 114 ] |
| 2021 | 土星獎             | 最佳電視男演員               | 亨利·卡維爾                                                | 提名 | [ 114 ] |
| 2021 | 土星獎             | 最佳電視連續劇年輕演員表演獎 | 芙蕾雅·艾倫                                                | 提名 | [ 114 ] |
| 2021 | BMI獎              | BMI串流媒體影集獎            | 桑妮雅·別洛烏索娃                                          | 獲獎 | [ 115 ] |

## 衍生劇

### 電影
2020年1月，Netflix宣布推出一部名為《獵魔士：狼之惡夢》的動畫衍生電影，重點講述傑洛特的導師兼獵魔士夥伴維瑟米爾的起源故事。勞倫·施密特·赫斯里希和畢爾·德梅奧（Beau DeMayo）正在製作這部電影，由米爾工作室製作。電影於2021年8月23日發布。
2021年9月25日，Netflix宣布了第二部動畫電影和一部適合兒童的電視節目。

### 電視劇
2020年7月，Netflix宣布推出真人前傳限定劇《獵魔士：血源》，時間比傑洛特展示獵魔士起源的時間早了1200年。赫斯里希將作為執行製片人開發前傳，德克蘭·德·巴拉將擔任節目統籌。2021年1月，茱蒂·特納·史密斯將出演該劇。2021年3月，勞倫斯・歐佛林（Laurence O'Fuarain）加入劇組擔任主角。2021年4月，特納·史密斯因行程表安排問題退出了該劇。2021年7月，楊紫瓊和索菲亞·布朗加入劇組。該劇定於2021年8月在英國開拍，連尼·亨利、米倫·麥克、納撒尼爾·柯蒂斯（Nathaniel Curtis）、迪倫·莫蘭、雅各布·柯林斯-利維、莉齊·安妮斯（Lizzie Annis）、休·諾維利（Huw Novelli）、法蘭西斯卡·米爾斯（Francesca Mills）、艾咪·莫瑞（Amy Murray）和扎克·懷亞特（Zach Wyatt）加入劇組。

## 外部連結
- 在Netflix上觀看《獵魔士》
- 在Netflix上觀看《獵魔士：製作特輯》
- 在Netflix上觀看《獵魔士：深入幕後》
- 互联网电影数据库（IMDb）上《獵魔士》的资料（英文）
- 爛番茄上《獵魔士》的資料（英文）
- 獵魔士 （页面存档备份，存于） - Metacritic
- 豆瓣电影上《獵魔士》的資料 （简体中文）